# 矢場町駅
矢場町駅（やばちょうえき）は、愛知県名古屋市中区栄3丁目にある、名古屋市営地下鉄名城線の駅である。駅番号はM04。アクセントカラーは桃色。
栄地区南部に位置する。松坂屋名古屋店（旧称・本店）や名古屋パルコとは地下道で直結している。「松坂屋前」と書かれた副駅名板広告が設置されている。

## 歴史
計画当初は当駅設置の予定はなかったが、1963年9月の金山 - 栄間建設開始後の1964年5月に追加設置されることが決まった。 

### 年表
- 1967年（昭和42年）3月30日：開業。
- 1994年（平成6年）：光の広場行きエレベーター設置。エスカレーター設置。
- 2012年（平成24年）：バリアフリー化され、エレベーターが設置された他、エスカレーターを全撤去更新。
- 2020年（令和2年）
  - 8月2日：2番線で可動式ホーム柵使用開始[4]。
  - 8月23日：1番線で可動式ホーム柵使用開始[4]。

## 駅構造

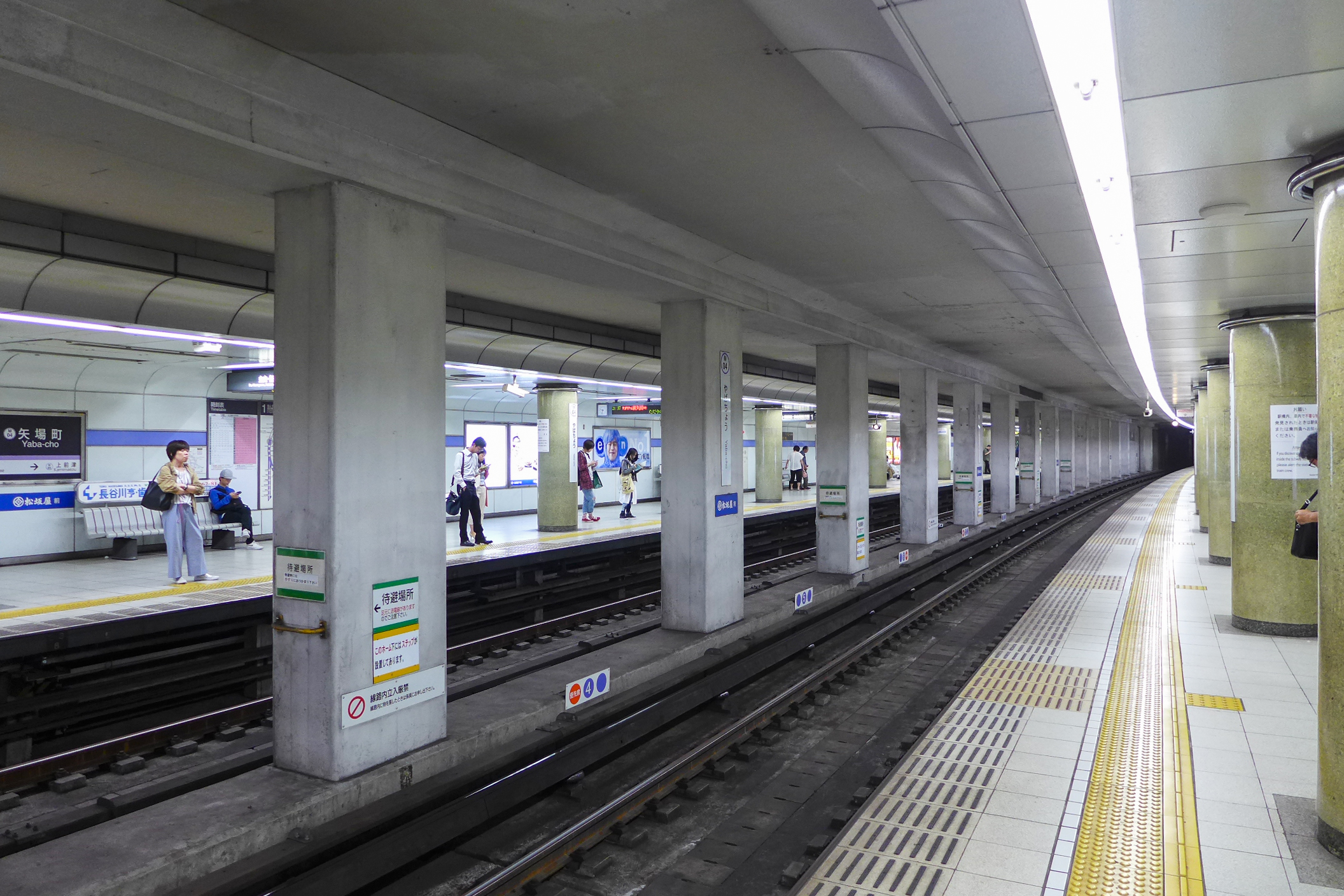
ホーム（2017年）

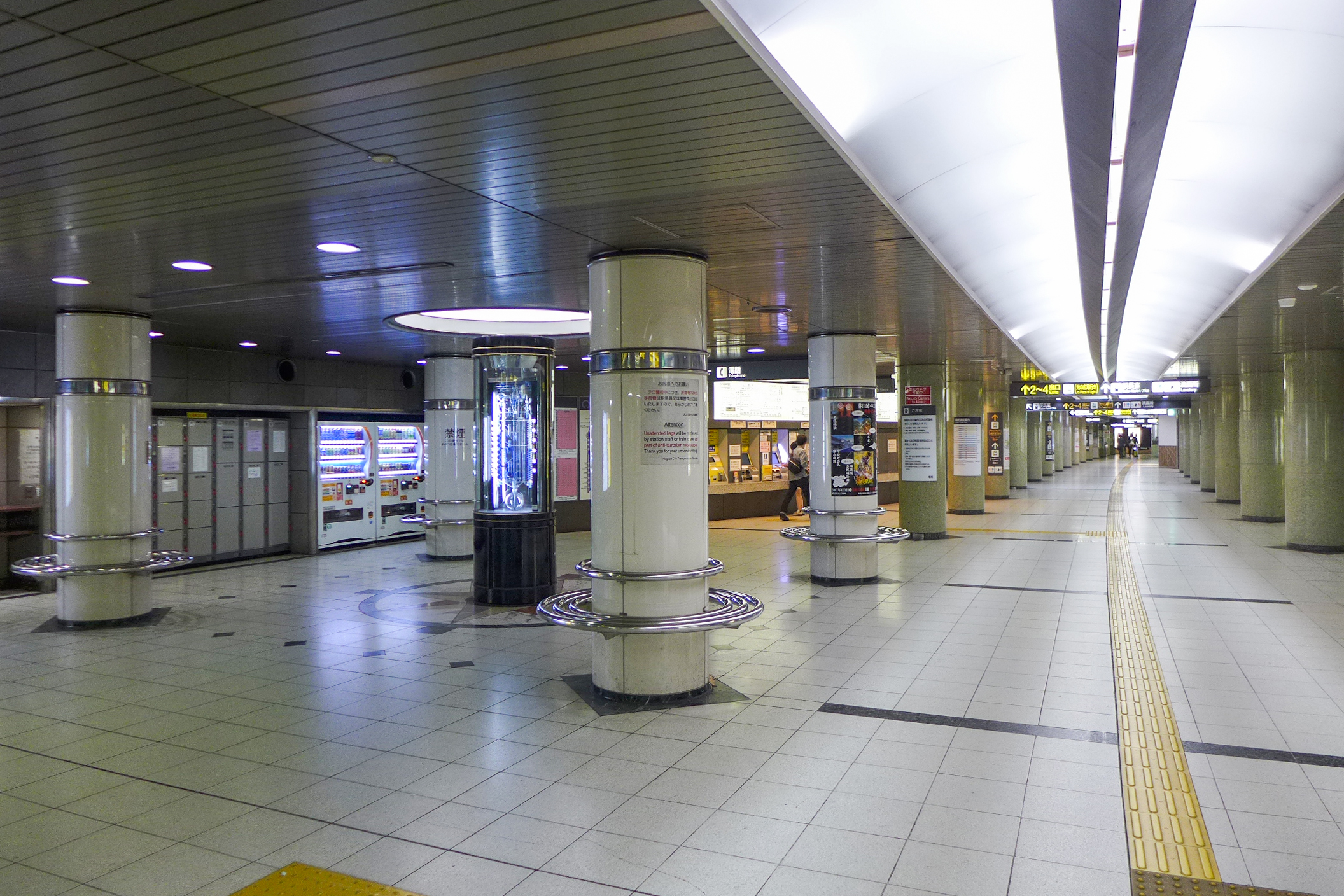
コンコース（2017年）

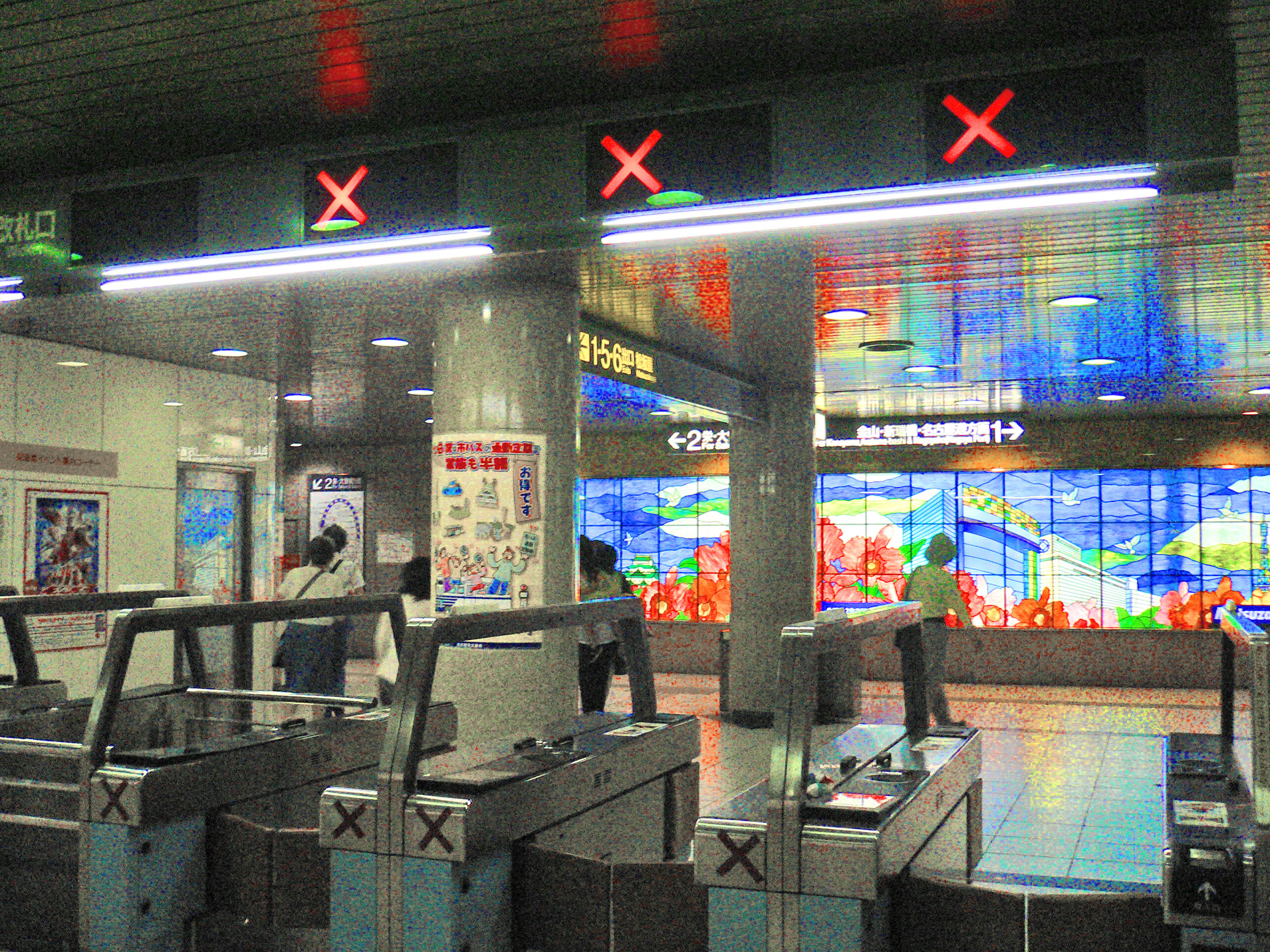
北改札口（2005年）

相対式2面2線のホームをもつ地下駅で可動式ホーム柵が設置されている。改札口は2ヶ所。エレベーターは各ホームと南改札口を連絡するものと、コンコースと3番出入口を連絡するものがそれぞれ設置されている。改札外のものは光の広場のエレベーターと松坂屋南館のエレベーターがあり、前者は5:30～24:30の間で利用可能。後者は終日利用できるが、始発～10:00と22:30～終電、および松坂屋の定休日はインターホンによる対応となる。
当駅は、名城線北部駅務区栄管区駅が管轄している。

### のりば
| ホーム | 路線            | 方向   | 行先                       |
| ------ | --------------- | ------ | -------------------------- |
| 1      | 名城線・ 名港線 | 左回り | 金山・新瑞橋・名古屋港方面 |
| 2      | 名城線          | 右回り | 栄・大曽根方面             |

## 利用状況
朝夕を中心に周辺オフィスビルへの通勤客や松坂屋やパルコへの利用客が多いこともあり、名城線の駅の中では栄・金山に次いで利用客が多い。また、栄駅がラッシュ時にとても混雑する事を予想して当駅から栄方面に向かう客も多く、他線とまったく接続していない名古屋市営地下鉄の駅としては最多である。
名古屋市統計年鑑によると、当駅の一日平均乗車人員は以下の通り推移している。名古屋市営地下鉄全駅では87駅中5位である（名古屋・栄・金山・伏見に次ぐ）。
- 2004年度：28,223人
- 2005年度：27,308人
- 2006年度：27,452人
- 2007年度：27,214人
- 2008年度：26,622人
- 2009年度：25,818人
- 2010年度：25,280人
- 2011年度：27,139人
- 2012年度：28,067人
- 2013年度：29,874人
- 2014年度：29,456人
- 2015年度：30,345人
- 2016年度：30,722人
- 2017年度：30,488人
- 2018年度：31,656人
- 2019年度：31,590人

## 駅周辺
周辺は隣の栄駅・上前津駅から続く名古屋の中心繁華街である。
矢場町の名はその由来を江戸時代にまで遡る歴史的な地名だが、戦後の区画整理などにより住居表示においては現存しない。但し、南大津通と若宮大通との交差点名として残っており、矢場とんの店名の由来になるなど、地域名として広く通称されている。

### 主な施設
- 松坂屋名古屋店本館・北館「GENTA」・南館・新南館
  - ヨドバシカメラマルチメディア名古屋松坂屋店
  - ハンズ名古屋松坂屋店
- 名古屋南大津町郵便局
- 名古屋パルコ西館・南館・東館・ミディ
  - 名古屋CLUB QUATTRO
  - センチュリーシネマ
- 名古屋ZERO GATE
- フライングタイガーコペンハーゲン名古屋栄ストア
- 大成株式会社
- ドン・キホーテ栄三丁目店
- あいち銀行名古屋営業部
- 名古屋中郵便局
  - ゆうちょ銀行名古屋支店
- SAKAE PLACE
  - ポッカサッポロフード&ビバレッジ本社
  - サッポロビール東海北陸本部
- ナディアパーク
  - 青少年文化センター
  - 国際デザインセンター
  - クレアーレ
  - Alpen NAGOYA
- 矢場公園
- あいち銀行本店
- 久屋大通公園
  - 名古屋テレビ塔
  - セントラルパーク
  - エンゼルパーク
  - リバーパーク
  - 久屋広場
  - 希望の広場
  - 希望の泉
  - ロサンゼルス広場
  - 光の広場
  - 盲導犬サーブ像
  - 久屋南噴水
  - 久屋大通庭園フラリエ
- 若宮大通公園
- 矢場とん本店
- 名古屋観光専門学校
- 池田公園
- アサヒドーカメラ
- Apple 名古屋栄
- GAP名古屋栄店
- 政秀寺
  - 織田信長の側近だった平手政秀の菩提寺
- 若宮八幡社
- 三輪神社
- 堀留水処理センター

### 駅周辺の道路
- 大津通
- 久屋大通
- 若宮大通
- 前津通

## バス路線
名古屋市営バス：矢場町バス停
- 基幹1：栄 - 矢場町 - 鳴尾車庫・星崎・笠寺駅
- 名駅17：名古屋駅バスターミナル - 矢場町 - 名古屋大学
- 栄17：栄 - 矢場町 - 名古屋大学
- 栄18：栄 - 矢場町 - 妙見町
- 栄20：栄 - 矢場町 - 瑞穂運動場東・新瑞橋
- 栄21：栄 - 矢場町 - 泉楽通四丁目（金山経由）
- 栄23：栄 - 矢場町 - 中川車庫前
- C-758：名古屋駅バスターミナル - 矢場町 - ″′大須本町通″′-名古屋駅バスターミナル（フラリエ経由）

※ この他に、白川通大津バス停やフラリエバス停なども駅近くにある。
名鉄バス（基幹バス）：矢場町バス停・松坂屋前バス停
- 名鉄バスセンター - 矢場町 - 松坂屋前 - 三軒家・藤が丘・トヨタ博物館前・愛知医科大学病院・尾張旭向ヶ丘・菱野団地・瀬戸駅前

## 隣の駅
名古屋市営地下鉄
 名城線
上前津駅 (M03) - 矢場町駅 (M04) - 栄駅 (M05)